# Franz Seraph von Rosenberg-Orsini
Le prince Franz Seraph von Rosenberg-Orsini, né le 18 octobre 1761 à Graz en duché de Styrie et mort le 4 août 1832 à Vienne en Autriche, est un officier général autrichien. Entré dans l'armée à 19 ans, il fait carrière dans la cavalerie et, après avoir guerroyé contre les Turcs, participe à la guerre contre la France révolutionnaire. Nommé général en 1796, il est ensuite utilisé lors des campagnes de 1799 à 1800 et est promu au grade de Feldmarschall-Leutnant en récompense de ses services. 
Le prince se voit alors investi de commandements importants lors des guerres napoléoniennes et joue notamment un rôle crucial lors des batailles d'Eckmühl et de Wagram, livrées par l'armée autrichienne contre Napoléon en 1809. Son attitude au combat lui ayant été reprochée, Rosenberg n'assume plus pour un temps que des missions d'ordre secondaire, avant d'intégrer les instances suprêmes de commandement dont il devient un membre permanent jusqu'à sa retraite en 1830. Bon subalterne au courage personnel incontestable, il est l'un des rares généraux autrichiens de la période à n'avoir pas failli dans le commandement de grosses unités.

## Biographie

### Ascension militaire: de l'Empire ottoman à la France
Franz Seraph von Rosenberg-Orsini naît le 18 octobre 1761 à Graz, au sein d'une famille de la vieille noblesse autrichienne. Son éducation se fait d'abord sous la houlette d'un prêtre piariste puis, à partir de novembre 1774, à l'académie militaire thérésienne. Devenu intendant en 1778, il décide cependant de s'orienter vers une carrière militaire et, en 1780, entre comme lieutenant dans le régiment des carabiniers de Toscane, dont il est fait capitaine en 1785. Il est transféré deux ans plus tard au régiment de chevau-légers no 7 Kinsky. À cette époque, un escadron de ce régiment est doté de lances, à la manière des sipahis turcs, et Rosenberg-Orsini en devient le commandant. Le 22 juillet 1788, il reçoit son baptême du feu sur la rivière Save : à l'initiative de Rosenberg, ses cavaliers mènent une charge afin de dégager les fantassins du régiment no 49 Pellegrini aux prises avec les Ottomans, contribuant à la victoire finale. Pour ce fait d'armes, Rosenberg est nommé lieutenant-colonel du régiment de cuirassiers no 20 Mack le 28 juillet 1790 et se voit décerner la croix de chevalier de l'ordre militaire de Marie-Thérèse le 19 décembre. 

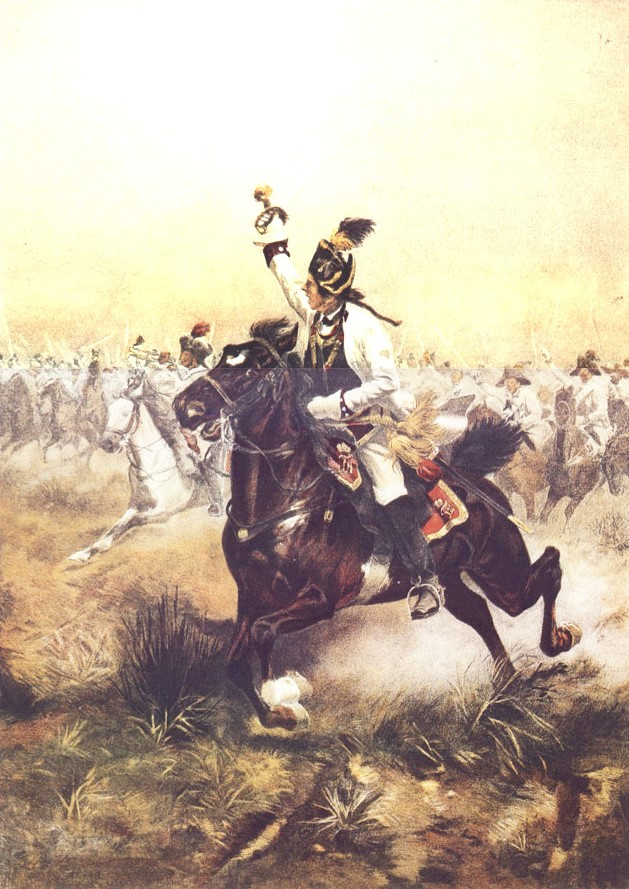
Officier de cuirassiers autrichien à la charge, 1796, par Rudolf Otto von Ottenfeld. Rosenberg commande le régiment de cuirassiers Mack de 1794 à 1796.

En avril 1792, son unité est envoyée sur le Rhin et se distingue en 1793 à Bergzabern où les cuirassiers mettent la cavalerie française en déroute. Rosenberg est élevé au grade de colonel en mai de l'année suivante et prend le commandement de son régiment. En 1795, il sert à l'armée du Haut-Rhin sous les ordres du général Wurmser, participant au siège de Mannheim du 19 octobre au 22 novembre et à la bataille de Frankenthal le 12 novembre. Il prend part en 1796 à la bataille d'Ettlingen (en) le 9 juillet où, sous les ordres du comte Baillet de Latour, il se heurte aux troupes françaises du général Desaix. Il est ensuite employé dans le Haut-Palatinat. Le prince se signale le 24 août au combat d'Amberg en enfonçant trois bataillons français de l'arrière-garde du général Jourdan puis le 2 septembre à la bataille de Wurtzbourg, ce qui lui vaut le grade de général-major le 18 septembre suivant. Il obtient alors le commandement d'une brigade de cavalerie.
Lors de la campagne de 1799, Rosenberg se trouve aux batailles d'Ostrach et de Stockach les 21 et 25 mars puis à celle de Frauenfeld le 25 mai où il est blessé d'un coup de sabre à la tête. Le 18 septembre, à Neckarau, il s'empare d'une redoute et repousse les Français sur Mannheim dont il s'empare après avoir fait de nombreux prisonniers. Le prince sert par la suite à l'avant-garde sous les ordres du général Nauendorf à Engen, Moesskirch et Biberach au mois de mai 1800. Ayant publiquement critiqué l'incompétence de certains officiers supérieurs, il est écarté et mis à la retraite d'office en dépit de ses remarquables états de service. Sa disgrâce n'est toutefois que de courte durée puisqu'il est réintégré l'année d'après avec le grade de feld-maréchal lieutenant, auquel il est nommé le 3 janvier 1801. Il devient également colonel-propriétaire du régiment de dragons no 13 et est décoré de la croix de commandeur de l'ordre de Marie-Thérèse le 18 août.

### Face à Napoléon
Lorsque la guerre éclate à nouveau avec la France en 1805, Rosenberg est affecté en Italie sous les ordres de l'archiduc Charles et prend le commandement d'une division du corps de Davidovitch. Chargé de couvrir l'aile droite de l'armée à Cologna Alta, il ne participe pas à la bataille de Caldiero, qui a lieu du 29 au 31 octobre. Le conflit achevé, il obtient un commandement dans l'intérieur et est successivement fait chevalier de l'ordre de la Toison d'or en 1808 et gouverneur d'Olomouc en 1809.
La Cinquième Coalition contre la France est formée la même année. Le prince de Rosenberg se voit placer à la tête du IVe corps de l'armée autrichienne, fort de plus de 21 000 hommes et de 62 pièces d'artillerie, un effectif considérable pour une formation autrichienne à cette époque. Les troupes de l'archiduc Charles envahissent la Bavière et se heurtent le 19 avril au corps français du maréchal Davout à la bataille de Teugen-Hausen. Positionné au centre du dispositif autrichien, le IVe corps progresse sur le village de Dünzling mais il se heurte alors à la résistance déterminée des cavaliers du général Montbrun, qui parviennent à contenir l'avance de Rosenberg toute la journée en tirant parti des bois environnants. Les Autrichiens sont finalement vaincus mais Ebert estime que cet affrontement « a démontré le talent de Rosenberg-Orsini en tant que chef militaire ». 

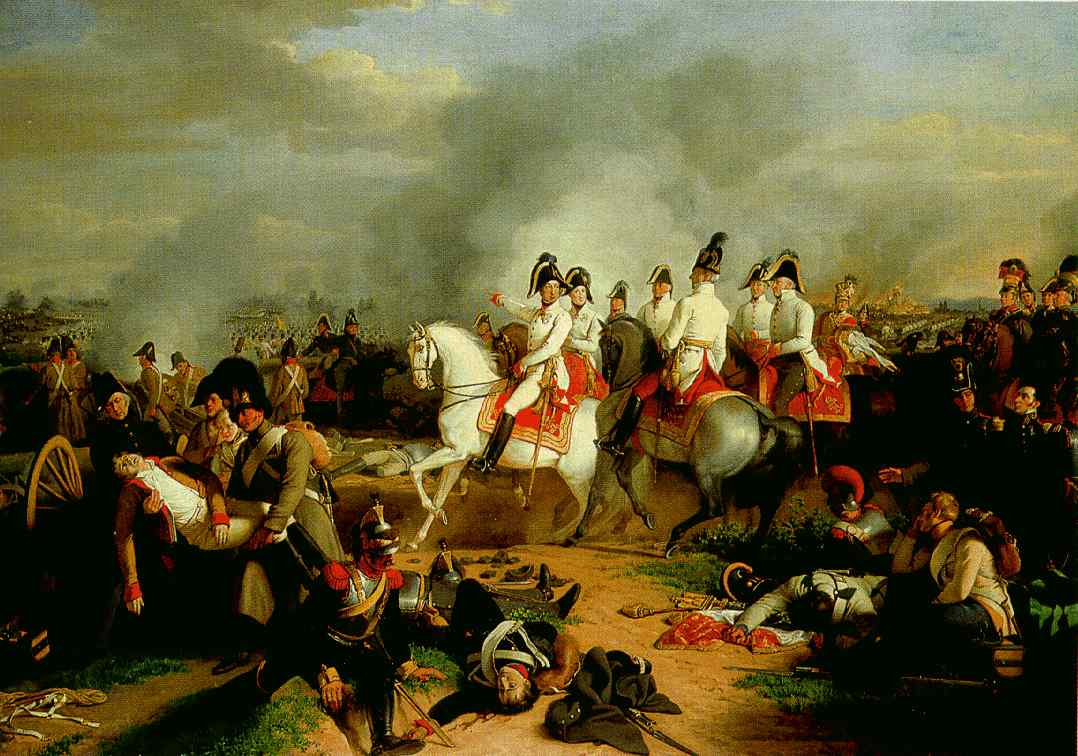
L'archiduc Charles et ses généraux à la bataille d'Essling, par Johann Peter Krafft.

Quelques jours plus tard, les deux belligérants s'opposent à nouveau lors de la bataille d'Eckmühl. Le 21 avril, premier jour des combats, les soldats de Rosenberg sont soumis aux violentes attaques du IIIe corps de Davout mais réussissent, au prix de lourdes pertes, à conserver leurs positions autour d'Eckmühl. Impressionné par l'intensité des assauts français, l'archiduc Charles fait renforcer le corps de Rosenberg et planifie pour le lendemain une attaque de grande envergure contre l'aile gauche de Davout, Rosenberg ne devant pour sa part jouer qu'un rôle purement défensif. Le 22, l'arrivée de Napoléon depuis le sud bouleverse néanmoins les plans de l'archiduc. Soucieux d'éviter un engagement général, celui-ci ordonne à Rosenberg de livrer un combat retardateur aux troupes françaises pour donner le temps au reste de l'armée de se replier vers le nord. Avec 18 000 hommes et 76 canons, le prince défend le terrain pied à pied face à un assaillant français largement supérieur en nombre et dirigé par Napoléon en personne. En définitive, face à la progression marquée de ses adversaires sur sa gauche, Rosenberg se résout à battre en retraite, sous la protection de la cavalerie autrichienne.
Au cours de la bataille d'Essling, le 21 mai 1809, le IVe corps de Rosenberg se porte contre le village d'Essling défendu par une division française aux ordres du maréchal Lannes. Sous un violent tir d'artillerie, son infanterie se lance à l'attaque mais, manquant de coordination, elle est repoussée à trois reprises par les défenseurs. Un quatrième assaut mené le lendemain matin ne rencontre pas plus de succès. Toutefois, après l'échec de la percée française au centre de la ligne autrichienne et l'ordre de retraite donné par Napoléon, Rosenberg renouvelle ses efforts contre Essling qu'il n'emporte qu'à l'issue d'un combat acharné et fait pression sur les forces de Napoléon qui se replient sur l'autre rive du Danube.

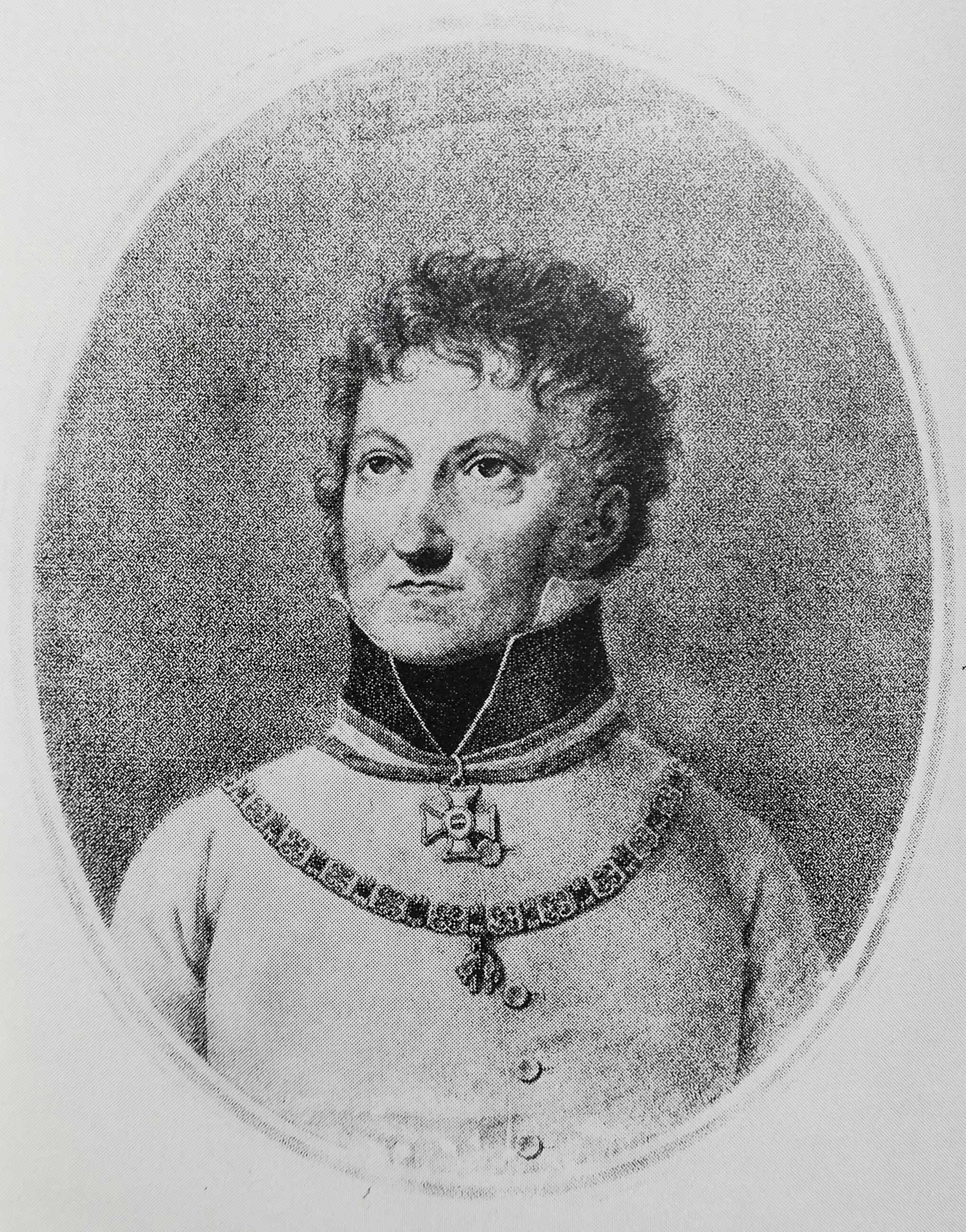
Le prince de Rosenberg-Orsini. Lithographie conservée au musée d'histoire militaire de Vienne.

Quelques mois plus tard, le 6 juillet 1809, le prince de Rosenberg joue un rôle particulièrement actif à la bataille de Wagram. Le IVe corps qu'il commande a été renforcé pour l'occasion par l'infanterie du général Nordmann et par une division de cavalerie, portant le total de ses forces à environ 35 000 hommes. Cette masse prend position à l'extrême-gauche de l'armée dans le village de Markgrafneusiedl, derrière le ruisseau Russbach. Dans un mouvement offensif d'ensemble prévu par l'archiduc Charles au petit matin, le IVe corps se lance à l'attaque des lignes françaises à Glinzendorf et Grosshofen. L'assaut est mal coordonné et Rosenberg, durement contré par le IIIe corps de Davout, son ancien adversaire d'Eckmühl, reçoit l'ordre d'arrêter son attaque. Davout lance à son tour ses divisions sur Markgrafneusiedl et, pendant plusieurs heures, un combat féroce se déroule dans la localité. Le village tombe finalement aux mains des troupes françaises aux alentours de midi. Une charge massive de la cavalerie autrichienne ayant été repoussée, Rosenberg, qui n'a plus de réserve, donne l'ordre de battre en retraite. Le IVe corps évacue alors le champ de bataille en bon ordre et se retire en Bohême.

### Fin de carrière
En dépit des talents qu'il a déployé au cours de la campagne de 1809, Rosenberg est écarté de tout avancement ou promotion et se voit même accusé de la perte de la bataille de Wagram, probablement sous l'influence du parti de la guerre à Vienne. Il est tout de même nommé inspecteur général de la cavalerie en Basse-Autriche la même année et intègre en 1811 le Conseil aulique (Hofkriegsrat). Il intègre par ailleurs le Geheimer Rat (conseil secret) en 1813 et est promu General der Kavallerie le 29 avril 1814. Il reste un membre actif de ces institutions jusqu'à sa retraite le 30 août 1830. Le prince de Rosenberg-Orsini meurt deux ans plus tard à Vienne, le 4 août 1832. Décrit par Ebert comme un « véritable chef d'avant-garde » et comme « un chef de corps assez talentueux », doté d'un réel courage, Rosenberg est l'un des rares commandants autrichiens de la période à avoir montré des aptitudes au commandement de grosses unités. Sa défense acharnée du terrain à Eckmühl et Wagram, en particulier, est considérée comme « remarquable ». Tranié et Carmigniani le citent comme un « général intrépide et prudent à la fois, mais assez antipathique ».

## Famille
Le prince de Rosenberg se marie en 1786 à Marie Caroline Gräfin von Khevenhüller-Metsch (1767-1811), qui est élevé à la fonction de dame du palais par l'empereur en 1790.